# Lost in America (ER)
Lost in America is de zeventiende aflevering van het twaalfde seizoen van de televisieserie ER, die voor het eerst werd uitgezonden op 23 maart 2006.

## Verhaal
Dr. Kovac en dr. Lockhart behandelen een jonge Turkse vrouw die gewond is door verschillende messteken. Zij proberen uit alle macht haar leven te redden en ondertussen ontdekken zij de reden achter deze aanval. Zij werd in de ogen van haar islamitische broer te westers en stak haar daarom neer uit eerwraak. Als de gezondheid van de patiënte ineens achterruit gaat stelt dr. Clemente een risicovolle behandeling voor. Dr. Kovac gaat akkoord en samen starten zij de behandeling op. Tot hun frustratie verliezen zij toch de strijd en de patiënte overlijdt aan haar verwondingen. 
Taggart besluit om het aanbod aan te nemen van Richard Elliott, zij wordt zijn persoonlijke verpleegster op parttime basis. Bij deze baan hoort ook dat zij en haar zoon bij hem in gaan wonen, zijn woning is zo groot dat zij hierin geen probleem ziet. 
Dr. Rasgotra moet een lezing houden op een conferentie, zij is hier zenuwachtig over en dr. Dubenko geeft haar een pil wat haar rustig moet krijgen. Tijdens de lezing gaat het wonderbaarlijk goed totdat dierenactivisten uit protest tegen dierenproeven tomaten naar haar gooien. 
Dr. Morris krijgt bezoek van een aantal kinderen die beweren dat hij hun vader is. Eerst vertelt hij dat dit onmogelijk is maar als zij uitleggen dat zij ontstaan zijn door sperma van een spermabank wordt het hem duidelijk hoe dit kan, hij heeft in het verleden verschillende donaties gedaan bij deze bank. 

## Rolverdeling

### Hoofdrollen
- Goran Višnjić - Dr. Luka Kovac
- Maura Tierney - Dr. Abby Lockhart
- Mekhi Phifer - Dr. Gregory Pratt
- Parminder Nagra - Dr. Neela Rasgrota
- Shane West - Dr. Ray Barnett
- Scott Grimes - Dr. Archie Morris
- Laura Innes - Dr. Kerry Weaver
- John Leguizamo - Dr. Victor Clemente
- Leland Orser - Dr. Lucien Dubenko
- Maury Sterling - Dr. Nelson
- Linda Cardellini - verpleegster Samantha Taggart
- Laura Cerón - verpleegster Chuny Marquez
- Yvette Freeman - verpleegster Haleh Adams
- Louie Liberti - ambulancemedewerker Bardelli
- Troy Evans - Frank Martin

### Gastrollen (selectie)
- Armand Assante - Richard Elliot
- Shohreh Aghdashloo - Riza Kardatay
- Danny Pudi - Mahir Kardatay
- Zina Zaflow - Nimet Kardatay
- Evan Arnold - Barry Sadler
- Phil Abrams - Rodney
- Andie Bolt - Hana
- Mark Bramhall - Weisner
- Raymond Alexander Cham jr. - Max